# Croton hauthalii
Espèce
Croton hauthalii est une espèce de plantes à fleurs du genre Croton et de la famille des Euphorbiaceae, présente au Paraguay.
Il a pour synonyme :
- Oxydectes hauthalii, Kuntze